# Pretty Man
Pretty Man (hangul: 예쁜남자; rr: Yebbeun Namja; também conhecido como Pretty Boy, Beautiful Man ou Bel Ami) é uma série de televisão sul-coreana transmitida pela KBS2, estrelado por Jang Geun-suk, IU, Lee Jang-woo e Han Chae-young.

## Enredo
Dokgo Ma-te é o homem mais bonito do mundo. Ele é um homem ambicioso que quer fazer muito dinheiro usando a sua bela aparência. Dokgo Ma-te atende Hong Yoo-ra, a lei ex-nora de uma família rica. Hong Yoo-ra reconhece as ambições de Dokgo Ma-te e se torna seu mentor. Hong Yoo-ra então dá Dokgo Ma-te uma missão de seduzir 10 mulheres diferentes. Todas as mulheres foram bem sucedidos em diversas áreas e Dokgo Ma-te é para recolher as suas habilidades especiais. Uma mulher estranha, então aparece na frente de Dokgo Ma-te. O nome dela é Kim Bo-tong, uma garota comum de uma família pobre. Ela tem uma grande paixão por Dokgo Ma-te e tenta ajudá-lo tanto quanto ela puder. Ela pode fazer Dokgo Ma-te ama?

## Elenco

### Elenco principal
- Jang Geun-suk como Dokgo Ma-te[2]
- IU como Kim Bo-tong[3]
- Lee Jang-woo como David Choi[4]
- Han Chae-young como Hong Yoo-ra

### Coadjuvantes
- Kim Bo-yeon como Na Hong-ran
- Dokgo Young-jae como Park Ki-suk
- Kim Young-jae como Park Moon-soo
- So Yoo-jin como Jaek Hee
- Kim Ye-won como a fada eletricidade
- Park Ji-yoon como Myo Mi
- Lee Seung-min como Yeo Mim
- Cha Hyun-jung como Kim In-joong
- Yang Mi-kyung como Kim Mi-sook (mãe de Ma-te)
- Kim Ji Han como Jang Duk-saeng
- Kim Seul-gie como professor de Dokgo Ma-te
- Lee Mi-young como Lee Mal-ja (mãe de Bo-tong)
- Yeo Hoonmin como Kim Dae-shik (irmão mais novo de Kim Bo-tong)

## Trilha sonora
1. Beautiful Man (예쁜남자) – Bebop
2. Lovely Girl – 5live
3. I Have a Person That I Love (사랑하는 사람 있어요) – Melody Day
4. Poor Sense of Direction (길치) – Lunafly
5. Fever (열병) – Hwanhee
6. Perfect – Dear Cloud
7. Going to You – Led Apple
8. Saying I Love You (사랑한단 말야) – Lee Jang-woo
9. Crayon (크레파스) – IU
10. I'm Nobody (하루만) – Jung Joon-young
11. Beautiful Day – Jang Geun-suk

## Classificações
| Número de episódio | Data de transmissão original | Audiência média | Audiência média              | Audiência média | Audiência média              |
| Número de episódio | Data de transmissão original | TNmS Ratings    | TNmS Ratings                 | AGB Nielsen     | AGB Nielsen                  |
| Número de episódio | Data de transmissão original | Em todo o país  | Região Metropolitana de Seul | Em todo o país  | Região Metropolitana de Seul |
| ------------------ | ---------------------------- | --------------- | ---------------------------- | --------------- | ---------------------------- |
| 1                  | 2013/11/20                   | 2.3%            | 3.0%                         | 4.3%            | 4.2%                         |
| 2                  | 2013/11/21                   | 3.8%            | 4.0%                         | 3.1%            | 3.5%                         |
| 3                  | 2013/11/27                   | 2.5%            | 2.9%                         | 2.4%            | 2.8%                         |
| 4                  | 2013/11/28                   | 2.7%            | 2.8%                         | 3.3%            | 3.8%                         |
| 5                  | 2013/12/04                   | 2.9%            | 3.0%                         | 3.2%            | 3.5%                         |
| 6                  | 2013/12/05                   | 3.2%            | 3.7%                         | 3.8%            | 4.1%                         |
| 7                  | 2013/12/11                   | 2.8%            | 3.0%                         | 2.9%            | 2.7%                         |
| 8                  | 2013/12/12                   | 2.6%            | 3.0%                         | 3.1%            | 2.9%                         |
| 9                  | 2013/12/18                   | 3.0%            | 3.9%                         | 3.5%            | 3.2%                         |
| 10                 | 2013/12/19                   | 2.8%            | 2.9%                         | 3.5%            | 3.1%                         |
| 11                 | 2013/12/25                   | 3.2%            | 3.6%                         | 3.8%            | 3.4%                         |
| 12                 | 2013/12/26                   | 2.6%            | 3.2%                         | 3.3%            | 2.9%                         |
| 13                 | 2014/01/01                   | 2.0%            | 2.5%                         | 2.4%            | 2.6%                         |
| 14                 | 2014/01/02                   | 3.0%            | 3.8%                         | 3.9%            | 4.0%                         |
| 15                 | 2014/01/08                   | 3.0%            | 3.6%                         | 4.0%            | 3.8%                         |
| 16                 | 2014/01/09                   | 2.0%            | 3.3%                         | 3.8%            | 3.2%                         |
| Média              | Média                        | 2.29%           | 2.79%                        | 3.33%           | 3.43%                        |

## Prêmios e indicações
| Ano  | Prêmio           | Categoria              | Beneficiário       | Resulto  |
| ---- | ---------------- | ---------------------- | ------------------ | -------- |
| 2013 | KBS Drama Awards | Melhor ator            | Jang Geun-suk      | Indicado |
| 2013 | KBS Drama Awards | Melhor atriz           | Han Chae-young     | Indicado |
| 2013 | KBS Drama Awards | Prêmio de melhor casal | Jang Geun-suk e IU | Indicado |
| 2013 | KBS Drama Awards | Melhor drama           | Pretty Man         | Indicado |